# Ludovico Madruzzo
Ludovico Madruzzo (Trento, 1532 - Roma, 20 de abril de 1600) foi um cardeal do século XVII

## Nascimento
Nasceu em Trento em 1532. Seu primeiro nome também está listado como Giovanni Ludovico; e como Gian Lodovico; e seu sobrenome como von Madrutz; como von Madrutsch; como de Madruce; como Madrucci; como Madrucei; e como Madruccio. Filho do Barão Niccolò III di Madruzzo, barão do Sacro Império Romano, e da Baronesa Helene von Lamberg. Sobrinho do cardeal Cristoforo Madruzzo (1542). Tio do cardeal Carlo Gaudenzio Madruzzo (1604).
Estudou em Louvain, e depois em Paris e Bolonha..
Cânone do capítulo da catedral de Brixen, fevereiro de 1545. Cânone do capítulo da catedral de Trento, 1550. Coadjutor, com direito de sucessão de seu tio, o cardeal Cristoforo Madruzzo, príncipe bispo de Trento, 30 de maio de 1550. Preboste de S. Vito d 'Elvangen, 1551. Comissário imperial da presidência e parlamento de Innsbruck, 1553. Legado à Dieta de Augsburg, 1559; nesse mesmo ano, fez o elogio fúnebre do imperadorCarlos V na Dieta. Também em 1559, como enviado do imperador Fernando I perante o rei Francisco II, tentou sem sucesso obter a devolução dos territórios de Metz, Toul e Verdun que haviam sido ocupados em 1552. Embaixador imperial na França, 1560..
Criado cardeal diácono no consistório de 26 de fevereiro de 1561; recebeu o gorro vermelho e o título de S. Calisto, a 3 de junho de 1561. Participou no Concílio de Trento, 1562-1563; encarregado da redação do decreto sobre a residência dos bispos, que foi mal recebido pelos afetados. Optou pela diaconia de S. Onofrio, a 4 de maio de 1562..
Ordenado em 1564. Participou do conclave de 1565-1566, que elegeu o Papa Pio V..
Eleito bispo príncipe de Trento, por renúncia de seu tio, o cardeal Cristoforo, em 14 de novembro de 1567; lutou pela implementação dos decretos do Concílio de Trento; visitou a diocese de 1579 a 1581; e celebrou um sínodo diocesano em 1593. Optou pela ordem dos cardeais presbíteros, em 9 de fevereiro de 1569. Consagrado, domingo, 18 de junho de 1570, na igreja de S. Onofrio, Roma, pelo cardeal Stanislaw Hosius, bispo de Warmia, assistido por Thomas Goldwell, bispo de St. Asaph, e por Girolamo Galimberti, bispo de Gallese. Participou do conclave de 1572, que elegeu o Papa Gregório XIII. Nomeado protetor da Alemanha, 1573. Embaixador do imperador Fernando I perante o rei da França para parabenizá-lo pela vitória contra os huguenotes. Legado a Laterena Alemanha para ajudar nos esforços contra os hereges, 1581. Legado à Dieta de Augsburg, 1582. Participou do conclave de 1585, que elegeu o Papa Sisto V. Optou pelo título de S. Anastasia, 1º de outubro de 1586. Participou do Conclave de setembro de 1590, que elegeu o Papa Urbano VII. Participou do Conclave do outono de 1590, que elegeu o papa Gregório XIV. Optou pelo título de S. Lorenzo em Lucina, 20 de março de 1591. Cardeal protoprete . Participou do conclave de 1591, que elegeu o Papa Inocêncio IX. Participou do conclave de 1592, que elegeu o Papa Clemente VIII. Legado à Dieta de Ratisbona, 1593. Optou pela ordem dos cardeais bispos e pela sede suburbicária de Sabina, 18 de agosto de 1597. Presidente da Congregação De auxiliis , para estudar a questão teológica da graça cooperante e da liberdade, 1597. Optou por a sede suburbicária de Frascati, 21 de fevereiro de 1600. Em cinco conclaves apresentou o veto de candidatos contestados pelo rei da Espanha. Por causa de sua generosidade para com os pobres, ele foi chamado de "Il Padre dei Poveri"..
Morreu em Roma em 20 de abril de 1600. Sepultado na capela Madruzzo, na igreja de S. Onofrio al Gianicolo, Roma.